# جيم نيلسون (صحفي)
جيم نيلسون (بالإنجليزية: Jim Nelson)‏ هو صحفي ورئيس تحرير أمريكي، ولد في 8 مارس 1963 في تشيفيرلي في الولايات المتحدة.